# San José de la Viuda
San José de la Viuda är en ort i Mexiko.   Den ligger i kommunen Matehuala och delstaten San Luis Potosí, i den centrala delen av landet, 500 km norr om huvudstaden Mexico City. San José de la Viuda ligger 1 541 meter över havet och antalet invånare är 108.
Terrängen runt San José de la Viuda är kuperad österut, men västerut är den platt. Runt San José de la Viuda är det ganska tätbefolkat, med 75 invånare per kvadratkilometer. Närmaste större samhälle är Matehuala, 9,7 km väster om San José de la Viuda. Omgivningarna runt San José de la Viuda är i huvudsak ett öppet busklandskap.